# Pehr Gustaf Hjelm
Pehr Gustaf Hjelm, född 20 maj 1794 i Karlskrona, död 3 mars 1875 i Stockholm, var en svensk sjöofficer. Han var farbror till Carl Hjelm.

## Biografi
Pehr Gustaf Hjelm var son till majoren vid amiralitetet Jacob Henric Hjelm. Han deltog redan som åttaårig som extra kadett under sin faders befäl på fregatten Jarramas resa till Saint-Barthélemy och började 1804 arbeta som lärling vid skeppsvarvet i Karlskrona. År 1808 avlade han underkonstruktörsexamen och var hösten 1808 i brittisk tjänst som midshipman. I april 1808 avlade Hjelm sjöofficersexamen och tjänstgjorde därefter som frivillig kadett på linjeskeppet Prins Fredrik Adolf under befrielsen av Gotland i maj 1809 och sedan ombord på fregatten Jarramas under dess expedition till Finska viken. I maj 1810 blev han underlöjtnant vid flottan. Hjelm skulle i november 1810 föra ett antal slupar från Landskrona till Göteborg då han drabbades av en storm varvid fem av sluparna strandade utanför Varberg. Hjelm höll i samband med händelsen på att drunkna. Under krigsåren 1813–1814 tjänstgjorde han på olika örlogsfartyg som transporterade trupper till Norge och Pommern. År 1815 begärde Hjelm tjänstledigt för att tjänstgöra som kapten på olika handelsfartyg, 1815–1823 seglade han på Spanien, Medelhaven och Sydamerika och därefter 1824–1829 på Ostindien.
År 1827 lät Hjelm publicera ett utdrag från sin dagbok där han redogjorde för ett besök på Sankt Helena och vid Napoleons grav under återresa från Ostindien. Berättelsen illustrerades med egna teckningar. Under tiden hade Hjelm 1818 befordrats till löjtnant och 1824 till premiärlöjtnant. Sedan han återinträtt i militärtjänsten förflyttades han 1830 till örlogsbasen i Stockholm och bosatte sig på Skeppsholmen. Hjelm tjänstgjorde hösten 1830 som   befälhavaren på kronprinsens lustjakt Esplendiae som låg stationerad vid Drottningholm och blev 1831 ordonnansofficer hos kronprins Oscar. Han innehade även andra offentliga uppdrag, 1838 medverkade han vid den ryske tsarens statsbesök och mötte som chef på ångfartyget Gylfe den ryska sviten vid Landsort, 1839 eskorterade han hertiginnan av Bragança från Stettin till Stockholm och därifrån till Kiel. Samma år ansvarade han även för transporten av Magnus Brahes ambassad från Stockholm till Sankt Petersburg och tillbaka samt från Stockholm till Berlin och tillbaka. Som tack tilldelades han Svärdsorden med briljanter.  Hjelm befordrades 1832 till kapten vid flottan och tjänstgjorde 1836–1845 som tygmästare vid flottans station i Stockholm. Under sin tid här innehade han flera uppdrag som besiktningsofficer vid styckebruken och som ledamot av kommittéer för förbättring av flottans reglementen och materiel. Hjelm befordrades 1840 till kommendörkapten och till kommendör 1847. Åren 1845–1852 tjänstgjorde han som kommendant vid flottans station i Stockholm.
Hjelm var även engagerad för att införa ångfartyg vid den svenska flottan. Den franske amiralen François av Orléans, prins av Joinville hade skrivit ett arbete om tillståndet i den franska flottan som Hjelm översatte och propagerade för att hans synpunkter skulle anammas. År 1852 fick Hjelm avsked från sin tjänst vid flottan och tillträdde i stället en befattning som postinspektör i Örebro, en tjänst han innehade till 1874 då han återflyttade till Stockholm. Under sin tid i Örebro hade han flera offentliga uppdrag i staden.
Pehr Gustaf Hjelm blev 1839 ledamot av Krigsvetenskapsakademien. Han är begravd på Galärvarvskyrkogården i Stockholm.